# Parafia Najświętszej Maryi Panny Nieustającej Pomocy w Biskupicach
Parafia Najświętszej Maryi Panny Nieustającej Pomocy – rzymskokatolicka parafia znajdująca się we wsi Biskupice, w gminie Pobiedziska, w powiecie poznańskim. należy do dekanatu swarzędzkiego.